# Camille Saint-Saëns
Camille Saint-Saëns (francès: Charles Camille Saint-Saëns)  (11è districte de París, 9 d'octubre de 1835 - Alger, 16 de desembre de 1921), (AFI: [ʃaʁl.kamij.sɛ̃'sɑ̃s]) fou un compositor francès.

## Biografia
Saint-Saëns va néixer a París, fill d'un funcionari del govern, que va morir només passats tres mesos des del seu naixement. La mare, Clémence, va demanar ajut a una tia, Charlotte Masson, qui va fer-se càrrec de l'infant i aviat va començar a ensenyar-li el piano. Va ser un dels infants prodigi més dotats de tots els temps, posseïa una entonació perfecta i va iniciar les lliçons amb la tia als dos anys, i quasi immediatament va començar a compondre. La seva primera composició, una breu peça per a piano datada el 22 de març de 1839, es conserva a la Biblioteca nacional de França. La precocitat de Saint-Saëns no es limitava a la música; a l'edat de tres anys ja sabia llegir i escriure i als set dominava el llatí.

### Infant prodigi
La llarga vida de Camille Saint-Saëns travessa gairebé tot el període romàntic. Va ser protagonista de la segona fase d'aquest moviment i va assistir al seu declivi en ple segle xx.
La primera aparició pública esdevingué a l'edat de cinc anys, quan va acompanyar al piano una sonata per a violí de Beethoven. També es va dedicar a estudiar a fons la partitura de Don Giovanni de Mozart. El 1842, Saint-Saëns va començar a prendre lliçons de piano de Camille-Marie Stamaty, un deixeble de Friedrich Kalkbrenner, el qual obligava els seus alumnes a tocar el piano amb els avantbraços recolzats sobre una barra situada davant del teclat, de manera que tota la potència de l'executant derivava dels músculs de la mà i dels dits, en lloc dels braços. Als deu anys, Saint-Saëns va fer el primer concert, debutant a la Salle Pleyel amb el Concert per a piano núm. 15 de Mozart (K. 450) en si bemoll major, junt amb altres obres de Händel, Kalkbrenner, Hummel i Bach. Com a bis, Saint-Saëns es va oferir a interpretar una de les vint-i-dues sonates de Beethoven de memòria. La notícia d'un concert tan increïble va recórrer ràpidament Europa i, fins-i-tot, els Estats Units, on va ser publicada per un diari de Boston.
El 1848, Saint-Saëns va entrar al Conservatori de París, on va estudiar orgue i composició, aquesta darrera disciplina com a alumne de Halévy. Saint-Saëns va guanyar molts premis importants, però no va reeixir a adjudicar-se el prestigiós Prix de Rome ni el 1852 ni tampoc el 1864. La fama que es va derivar dels reconeixements li va permetre conèixer personalment Franz Liszt, que esdevingué un dels seus millors amics. A l'edat de setze anys, Saint-Saëns va compondre la seva primera simfonia; la segona, publicada com Simfonia núm. 1 en mi bemoll major, va ser estrenada el 1853 entre l'estupor i l'admiració dels crítics i dels seus col·legues. Hector Berlioz, que esdevingué un bon amic de Saint-Saëns, va deixar anar un comentari que s'ha fet famós, "Il sait tout, mais il manque d'inexpérience" ("Ho sap tot, però li falta inexperiència").

### En plena activitat musical

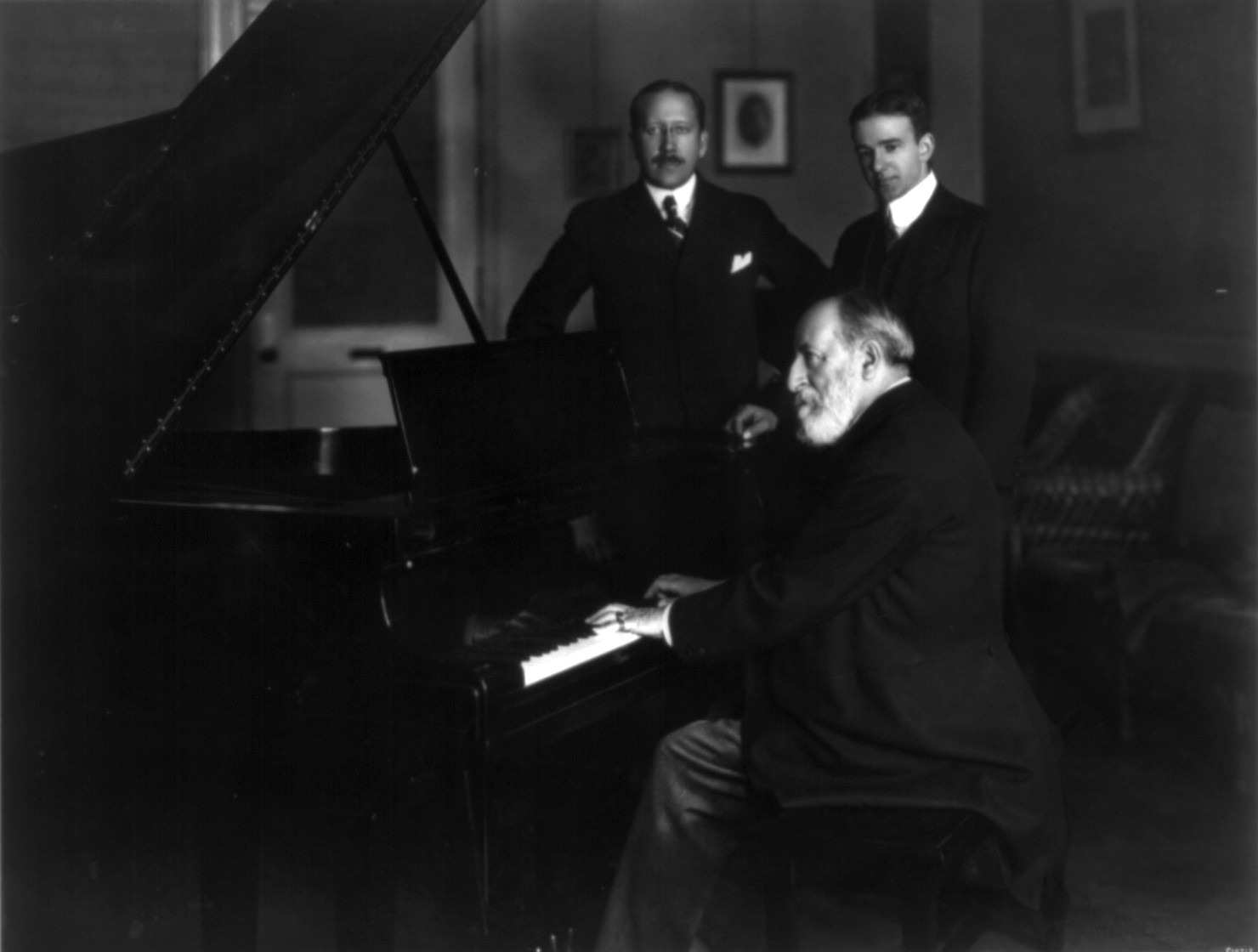
Camille Saint-Saëns al piano el 1916

Per tal de guanyar-se la vida, Saint-Saëns va treballar com a organista en diverses esglésies de París. El 1857, va substituir Lefébure-Wely en l'insigne rol d'organista de l'Església de la Madeleine, lloc que va mantenir fins al 1877. Les seves improvisacions van encisar el públic parisenc i li van reportar els afalacs de Liszt, que el 1866 va afirmar que Saint-Saëns era el més gran organista del món.
Del 1861 al 1865, Saint-Saëns, per primera i única volta es va dedicar a l'ensenyament, cobrint la càtedra de piano a l'escola Niedermeyer, on va infringir les més consolidades tradicions en inserir als programes obres de compositors contemporanis com ara Liszt, Gounod, Schumann, Berlioz i Wagner, quan el currículum no preveia més que Bach i Mozart. Entre els seus alumnes tingué al neerlandès Benno Hollander, el malagueny Rafael Mitjana i Gordon i també s'hi van trobar compositors destinats a la celebritat com André Messager i sobretot Gabriel Fauré, el seu deixeble preferit, destinat a esdevenir el seu més volgut amic.
Saint-Saëns va ser un intel·lectual polièdric. Des de petit es va dedicar a l'estudi de la geologia, l'arqueologia, la botànica i de la branca de l'entomologia que estudia els lepidòpters. També va ser un excel·lent matemàtic. A banda de l'activitat musical com a compositor, intèrpret i crític, es va dedicar a les més variades disciplines, entretenint-se en discussions amb els millors científics europeus i escrivint doctes articles sobre acústica, ciències ocultes, escenografia teatral a la Roma antiga i instruments antics. També va escriure una obra filosòfica, Problèmes et Mystères, que tracta sobre com la ciència i l'art podrien reemplaçar la religió; la visió pessimista i atea de Saint-Saëns va anticipar l'Existencialisme. En el vessant literari, va publicar un volum de poesia titulat Rimes familières i la comèdia farsesca La Crampe des écrivains, que va tenir un bon èxit. També va ser membre de la Societat Astronòmica de França. Va donar conferències sobre els miratges, posseïa un telescopi construït seguint precises instruccions, i va projectar concerts que coincidiren amb esdeveniments astronòmics, com ara els eclipsis solars.
El 1870 Saint-Saëns va ser allistat a la Guàrdia Nacional per tal de combatre a la guerra francoprussiana, una experiència que, encara que no va durar més que sis mesos, li va deixar una marca indeleble. El 1871 va fundar amb Romain Bussine la Société Nationale de Musique amb l'objectiu de promoure el nou i original estil musical francès. Després de la caiguda de la Comuna de París, la Société va organitzar l'estrena d'obres dels seus membres, com ara Fauré, César Franck, Édouard Lalo, i el mateix Saint-Saëns, que compartia la presidència de la Société. D'aquesta manera, l'activitat de Saint-Saëns va ser determinant en l'evolució de la música francesa.
El 1875 Saint-Saëns va casar-se amb Marie-Laure Truffot. Van tenir dos fills, André i Jean-François, però van morir tots dos, amb sis setmanes de diferència, el 1878. Saint-Saëns va abandonar la seva esposa tres anys després. No es van divorciar, però van viure separats la resta de la seva vida. S'ha afirmat que Saint-Saëns va mantenir relacions homosexuals, però no hi ha més que proves indirectes d'aquesta afirmació. Es conta que, acusat en públic, va replicar: «No sóc homosexual, sóc pederasta!».

### Els darrers anys

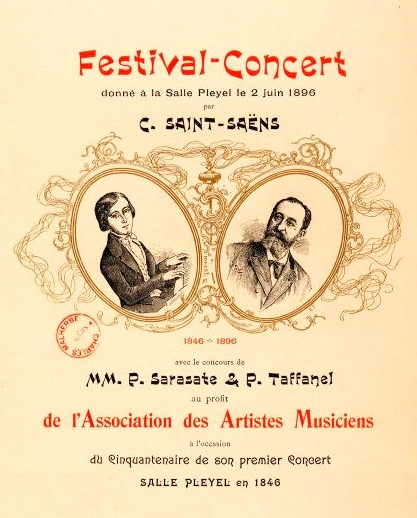
Anunci d'un concert a la Sala Pleyel (París) el 1896

El 1886 van veure la llum les dues obres més populars de Saint-Saëns: Le Carnaval des Animaux i la Simfonia núm. 3, dedicada a la memòria de Franz Liszt, mort poc abans. El mateix any, Vincent d'Indy i els seus aliats van apartar Saint-Saëns de la Société Nationale de Musique. Dos anys després va morir sa mare. El dol el va empènyer a allunyar-se durant un temps de França, instal·lant-se a les Illes Canàries, on va adoptar el pseudònim de "Charles Sannois", i feu una molt bona amistat amb el compositor canari Tejera al que admirava sobretot com a organista. En el transcurs dels anys successius va fer la volta al món, visitant llocs exòtics d'Europa, el nord d'Àfrica, el sud-est asiàtic i Sud-amèrica. Saint-Saëns va recollir el diari dels seus viatges en alguns llibres que van fer-se populars, signant-los com Sannois.
Saint-Saëns va continuar escrivint sobre temes musicals, històrics i científics, viatjant abans de passar els seus darrers anys a Alger. Com a reconeixement, el govern francès li va concedir la Legió d'Honor.
Camille Saint-Saëns va morir de pneumònia el 16 de desembre de 1921, a l'Hôtel de l'Oasis, d'Alger. Les despulles van ser traslladades a París per a un funeral d'estat a l'església de la Madeleine i va ser sepultat al Cimetière du Montparnasse de la mateixa ciutat.

## Llegat

### Relacions amb altres compositors
Durant la seva vida, Saint-Saëns va ser amic o enemic de la major part dels compositors europeus més destacats. Va ser amic de Franz Liszt fins a la mort d'aquest, i va mantenir una sincera amistat amb el seu alumne Gabriel Fauré. Tot i ser un defensor infatigable de la música francesa, Saint-Saëns menyspreava obertament molts dels seus col·legues francesos, com ara D'Indy, Massenet o Franck (belga, però en l'òrbita musical francesa). A més, detestava la música de Claude Debussy: hom diu que va comentar a Édouard Lalo, "He vingut a París per a parlar malament de Pelléas et Mélisande." L'hostilitat personal era recíproca; Debussy al seu torn deia amb sarcasme: "Li tinc horror al sentimentalisme, i no m'arrisque a enganyar-me si dic que el seu nom és Saint-Saëns." No obstant això, en altres ocasions Debussy va reconèixer que admirava el talent musical de Saint-Saëns.
A França, Saint-Saëns va ser un dels primers defensors de la música de Wagner, i va propondre fragments de les seves òperes per a les lliçons de l'escola Niedermeyer i es va encarregar de la primera interpretació francesa de la Marxa de Tannhäuser. El mateix Wagner va quedar estupefacte en veure Saint-Saëns interpretar a primera vista les partitures orquestrals completes de Lohengrin, Tristany i Isolda i Siegfried, i va suggerir a Hans von Bülow que calia assignar al francès el qualificatiu de «la més gran ment musical de l'època». Saint-Saëns va ser professor de Cécile Chaminade, una compositora molt coneguda després de la seva mort.
No obstant això, i tot i apreciar la seva força, Saint-Saëns va declarar que no es considerava un seguidor de l'òpera wagneriana. El 1886, arran d'alguns comentaris particularment durs i antigermànics després de l'estrena parisenca de Lohengrin, la crítica musical alemanya es va girar contra Saint-Saëns. Les relacions amb Alemanya van millorar amb el nou segle, i una vegada acabada la Primera guerra mundial, Saint-Saëns va atraure l'hostilitat tant dels francesos com dels alemanys arran d'una sèrie d'articles provocadors, titulats Germanophilie, que atacaven amb violència Wagner.
És sabut que el 29 de maig de 1913, Saint-Saëns va abandonar la sala on s'estrenava La consagració de la primavera d'Ígor Stravinski, enfurismat, pel que es conta, per l'ús no apropiat del fagot en els compassos inicials de l'obra.

### Fama
Saint-Saëns va iniciar la seva carrera de compositor com un pioner, introduint a França el poema simfònic i constituint-se en paladí de la música de l'avenir de Liszt i de Wagner, en una època en què Bach i Mozart eren els models de referència. Va representar la personificació de la modernitat artística entre la dècada de 1850 i la de 1860, però després es va transformar en un dur, i de vegades desagradable, reaccionari. A les primeries del Segle XX, Saint-Saëns era ja un ultraconservador que lluitava contra la influència de Debussy i Richard Strauss. Però això no resulta sorprenent tenint en compte que la carrera de Saint-Saëns va començar quan Chopin i Mendelssohn eren al cim del seu èxit, i va concloure quan el jazz començava a difondre's; encara avui, aquesta imatge d'home irritable és la que preval.
La figura de Saint-Saëns s'ha situat sempre en la frontera que separa els compositors famosos d'aquells coneguts només pels entesos. Hom l'ha reconegut sovint com «el més gran compositor de sèrie B» o com «el més gran compositor privat de geni». Se'l recorda essencialment per algunes obres populars però poc apreciades per la crítica, com l'òpera Samsó i Dalila i sobretot per El Carnaval dels Animals.

## Música

### Estil compositiu

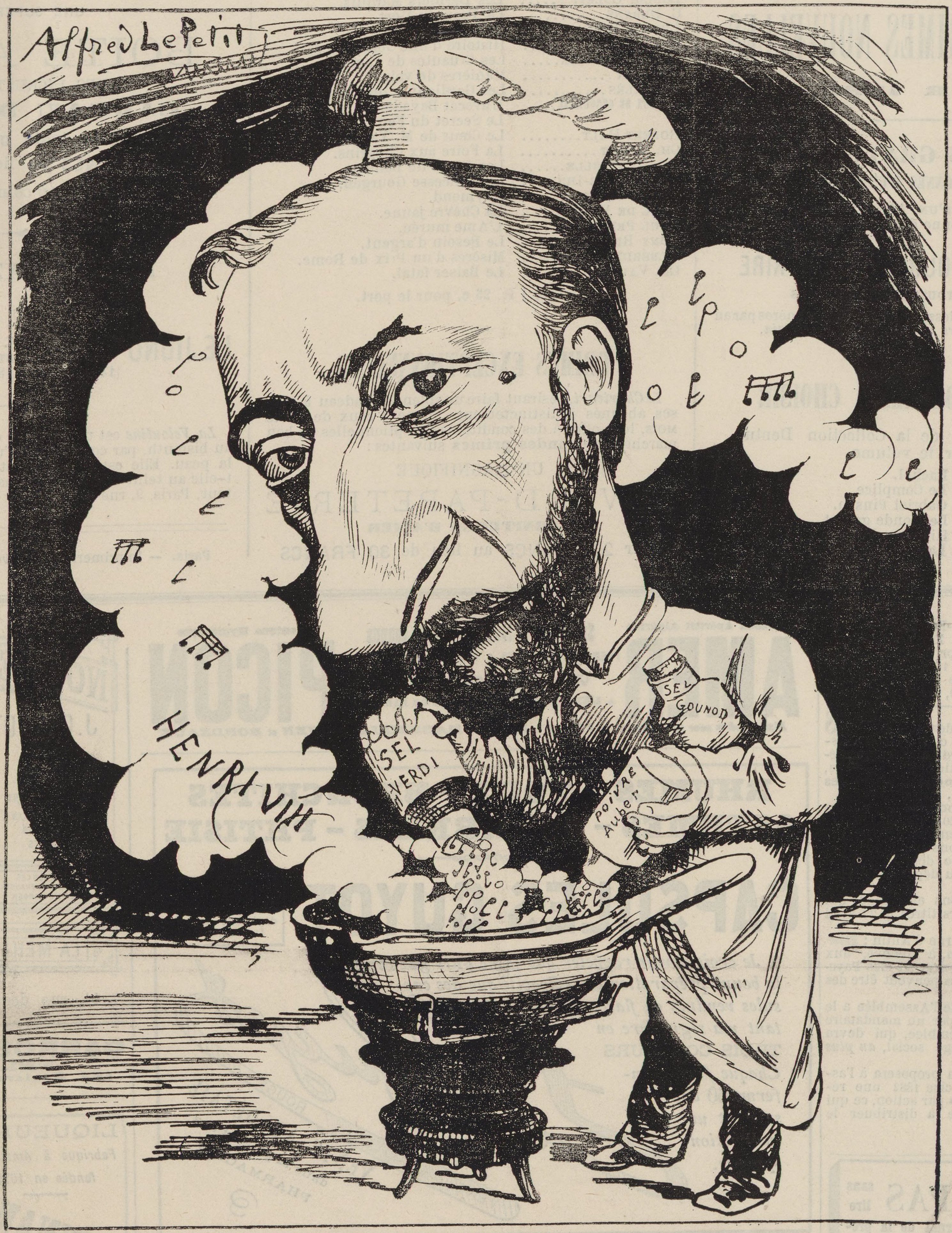
Caricatura de Saint-Saëns per Alfred Lepetit (1883)

Hom considera Saint-Saëns com un compositor de música elegant i tècnicament sense defectes, però poc inspirada. Un crític digué d'ell que «vol ser Bach, però no passa d'Offenbach». Les seves obres han estat qualificades de lògiques i acurades, professionals i mai no excessives. L'obra pianística, tot i no ser profunda ni emocional com la d'alguns dels seus contemporanis, constitueix el continu estilístic entre Liszt i Ravel. També ha estat descrit com «el més alemany dels compositors francesos», potser a causa de la seva fantàstica habilitat en l'elaboració temàtica.
Malgrat que l'estil de les seves darreres obres va ser considerat desfasat, precedentment Saint-Saëns havia explorat moltes formes noves i a la seva manera n'havia reviscolat d'altres antigues. Les seves obres estan lligades estretament a la tradició clàssica, i hi ha qui l'ha considerat un precursor del Neoclassicisme musical.
Durant els seus 86 anys de vida, Saint-Saëns va escriure centenars d'obres. L'òpera Samson et Dalila, el poema simfònic Dansa Macabra, el Carnaval dels Animals, el Concert per a piano i orquestra núm. 2 (predilecte de Liszt i d'Arthur Rubinstein) i la Simfonia núm. 3, "avec orgue" ("amb orgue"), són les seves obres més famoses. També va ser un dels primers compositors de música cinematogràfica, concretament per a la pel·lícula d'Henri Lavedan L'Assassinat du Duc de Guise.

## Obres cèlebres

### Música simfònica i concertant
Principalment:
- Tarentelle per a flauta, clarinet i orquestra, op. 6
- 1a i 3a Rapsòdies sobre cants bretons, op. 7 bis
- Suite per a violoncel i orquestra, op. 16 bis
- Concert per a piano núm. 1 en re major op. 17
- Concert per a piano núm. 2 en sol menor op. 22
- Introduction et rondo capriccioso per a violí i orquestra, op. 28 (1863)
- Le Rouet d'Omphale, poema simfònic, op. 31 (1869)
- Concert per a violoncel núm. 1 en la menor, op. 33
- Romança per a flauta i orquestra, op. 37
- Phaéton, poema simfònic, op. 39
- Dansa macabra, poema simfònic, op. 40 (1874) (sobre un poema de Jean Lahor)
- Allegro appassionato per a violoncel i orquestra
- Concert per a piano núm. 4 en do menor, op. 44
- La jeunesse d'Hercule, poema simfònic, op. 50
- Simfonia núm. 2 en la menor op. 55
- Concert per a violí núm. 3, op. 61
- Peça de concert per a violí i orquestra, op. 62
- Rapsodie d'Auvergne per a piano i orquestra, op. 73 (1884)
- Vals-Capritx per a piano i orquestra "Wedding-Cake", op. 76
- Simfonia núm. 3, amb orgue, op. 78 (1886);
- Le Carnaval des animaux (1886)
- Havanaise per a violí i orquestra, op. 83
- Fantasia per a piano i orquestra "Africa", op. 89
- Peça de concert per a trompa i orquestra, op. 94
- Concert per a piano núm. 5 "L'Égyptien", op. 103
- Concert per a violoncel núm. 2, op. 119
- Caprice Andalou per a violí i orquestra, op. 122
- L'Assassinat du Duc de Guise, música cinematogràfica (1908), op. 128. Obra estrenada el (1909) pel músic francocatalà, Domènec Sangrà
- La Foi, 3 tableaux symphoniques, op. 130
- La Muse i le Poète per a violí, violoncel i orquestra, op. 132
- Peça de concert per a arpa i orquestra, op. 154 ;
- Odelette per a flauta i orquestra, op. 162
- Javotte, música de ballet (1896)
- Andromaque, música incidental (1903)

### Òpera
Una dotzena d'òperes entre les quals cal destacar:
- La Princesse jaune (1872)
- Samson et Dalila (1877)
- Henri VIII (1883)
- Proserpine (1887)
- Ascanio (1890)
- Phryné estrenada el (1893) pel famós baríton de l'època Jean Périer
- Les Barbares (1901)
- Hélène (1904), poema líric (òpera en 1 acte)
- L'Ancêtre (1906) estrenada pel famós baríton de l'època Maurice Renaud[4]
- Déjanire (1911)

### Música de cambra
Nombroses obres, entre les quals:
- Tarentelle per a flauta, clarinet i piano, op. 6 (existeix en versió orquestral)
- Quintet amb piano, op. 14 (1855)
- Suite per a violoncel i piano, op. 16 (existeix en versió orquestral)
- Trio núm. 1 per a violí, violoncel i piano, op. 18
- Sonata núm. 1 per a violoncel i piano, op. 32
- Romança per a trompa i piano, op. 36
- Berceuse per a violí i piano, op. 38
- Quartet amb piano, op. 41 ;
- Allegro appassionato per a violoncel i piano, op. 43 (existeix en versió orquestral)
- Romança per a violoncel i piano, op. 51
- Septet per a corda, piano i trompeta, op. 65
- Sonata núm. 1 per a violí i piano, op. 75
- Caprice sur des airs Danois i Russes" per a flauta, clarinet, corn anglès i piano, op. 79
- Chant Saphique per a violoncel i piano, op. 91
- Trio núm. 2 per a violí, violoncel i piano, op. 92
- Fantasia per a arpa, op. 95
- Sonata núm. 2 per a violí i piano, op. 102
- Quartet de corda núm. 1, op. 112
- Cavatina per a trombó tenor i piano, op. 114
- Sonata núm. 2 per a violoncel i piano, op. 123
- Fantasia per a violí i arpa, op. 124 – Watch YouTube video of live performance
- Triptyque per a violí i piano, op. 136
- Quartet de corda núm. 2, op. 153
- Elegies per a violí i piano, op. 143 i op. 160
- Sonata per a corn anglès i piano, op. 166
- Sonata per a clarinet i piano, op. 167
- Sonata per a fagot i piano, op. 168
- L'Air de la Pendule per a violí i piano

### Piano
Nombroses peces, entre les quals:
- 3 Masurques, op. 21, 24 i 66
- Allegro del tercer concert, op. 29
- Variacions Beethoven per a 2 pianos, op. 35
- Sis Estudis, op. 52 (Prélude, per a l'indépendence des doigts, Prélude&Fugue, Etude de rythme, Prélude&Fugue, Etude en forme de valse)
- Balada "Koenig Harald Harfagar" sobre Heine (4 mans), op. 59
- Allegro appassionato, op. 70
- Album per a piano, op. 72 (Prélude, Carillon, Toccata, Valse, Chanson Napolitaine, Final)
- Souvenir d'Italie, op. 80
- Les Cloches du Soir, op. 85
- Valse Mignonne, op. 104
- Valse Nonchalante, op. 110
- Sis Estudis, op. 111 (Tierces majores i menores, Traits chromatiques, Prélude&Fugue, Les Cloches de las Palmas, Tierces majores chromatiques, Toccata d'après le 5ème concerto)
- Valse Langoureuse, op. 120
- Sis estudis per a la mà esquerra, op. 135 (Prélude, Alla Fugua, Moto Perpetuo, Bourrée, Elégie, Gigue)
- Sis Fugues, op. 161
- Feuillet d'Album, op. 169

### Orgue
Principalment :
- Tres rapsòdies sobre cants bretons, op. 7 (1866, orquestració de la 1a i la 3a rapsòdies el 1891)
- Preludis i Fugues, op. 99
- Fantasia núm. 2, op. 101
- Preludis i Fugues, op. 109
- Set improvisacions, op. 150
- Cyprès, op. 156
- Fantasia núm. 3, op. 157

### Música religiosa i profana
Principalment :
- Oratori de Nadal, op. 12
- Nuit Persane, per a solistes, cor i orquestra, op. 26 bis
- Psaume XVIII, op. 42
- Le Déluge, oratori op. 45
- Requiem, op. 54
- La Lyre i la harpe (sobre un poema de V.Hugo) per a solistes, cor i orquestra, op. 57 (1879)
- Calme des nuits, per a cor, op. 68 núm. 1
- La fiancée du Timbalier (sobre un poema de V.Hugo) per a soprano i orquestra, op. 82
- La Nuit, per a soprano, cor femení i orquestra, op. 114. Estrenada a Itàlia per Philippo Brunetto.[5]
- Lola, drama per a 2 solistes i orquestra, op. 116
- Des pas dans l'allée, per a cor, op. 141 núm. 1
- Ave Maria, per a cor i orgue, op. 145
- La Terre Promise, oratori de 1913.

### Cançons
Un gran nombre de cançons, entre les quals:
- Le pas d'arme du roi Jean (1852), sobre un poema de V.Hugo (existeix en versió orquestral)
- La Cloche (1855), sobre un poema de V.Hugo (existeix en versió orquestral)
- Le lever de la lune (1855), sobre Ossian
- L'attente (1855), sobre un poema de V.Hugo
- Clair de lune (1865), sobre un poema de C.Mendès
- Tristesse (1868), sobre un poema de F.Lemaire
- Mélodies Persanes op. 26 (1870), sobre poemes de A.Renaud : La brise, La splendeur vide, La solitaire, Sabre en main, Au cimetière i Tournoiement. (existeix en versió orquestral: "Nuit Persane")
- Les cloches de la mer (1900), sobre un poema de C.Saint-Saëns
- Violons dans le soir (1907), sobre un poema de A. de Noailles
- La cendre rouge (1914), op. 146 (recull de 10 cançons)
- Cinq mélodies sur des poèmes de Ronsard (1921) : L'amour Oyseau, L'Amour blessé, A Saint Blaise, Grasselette i Maigrelette i L'amant malheureux.